# Dendranthema maximowiczii
Dendranthema maximowiczii là một loài thực vật có hoa trong họ Cúc. Loài này được Tzvelev mô tả khoa học đầu tiên năm 1961.